# Raasiku

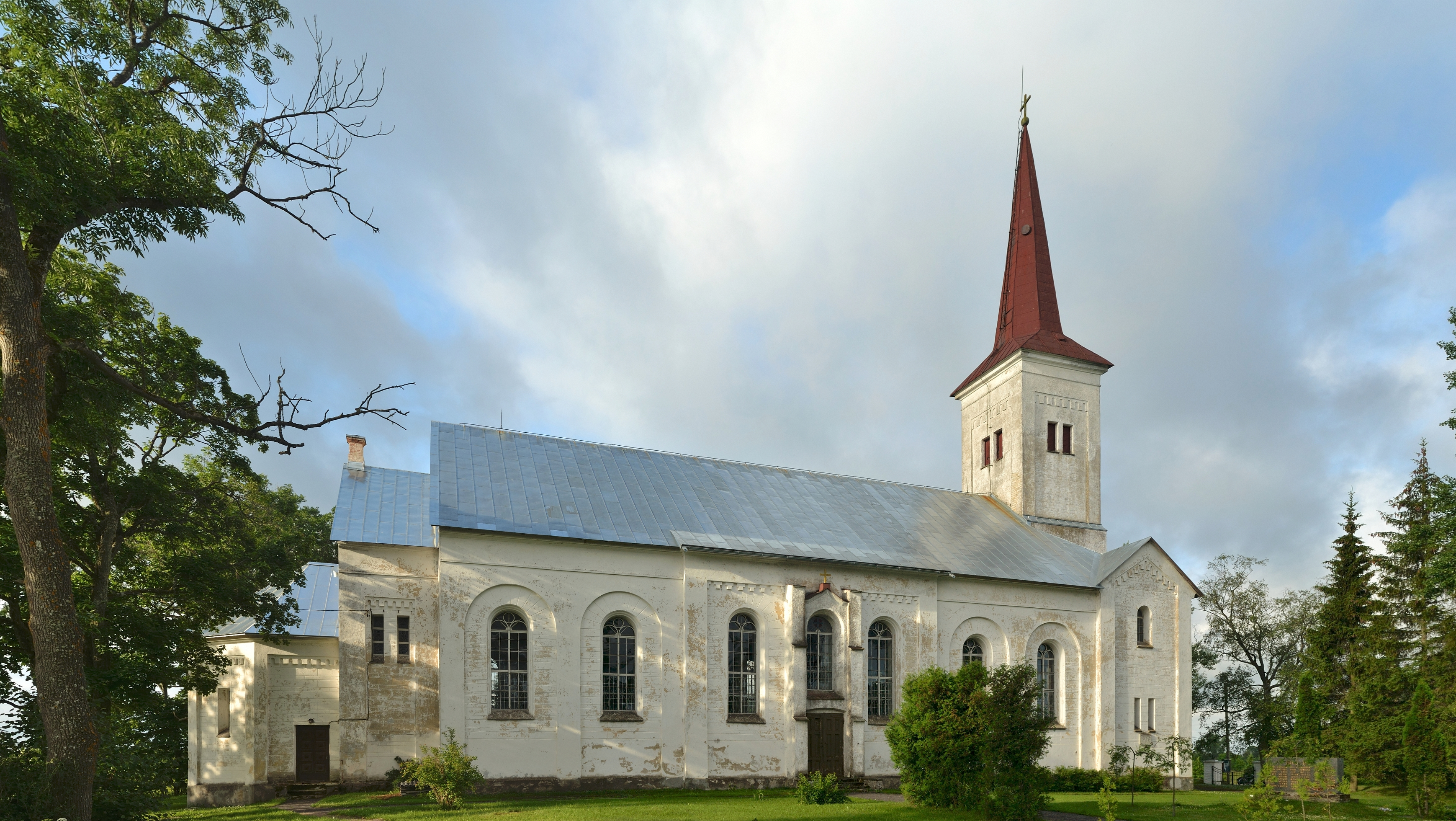
Die Harju-Jaani-Kirche

Die Gemeinde Raasiku (deutsch: Rasik) ist eine Landgemeinde im estnischen Kreis Harju mit einer Fläche von 1558 km². Sie hat 5.352 Einwohner (Stand: 1. Januar 2025).

## Geschichte

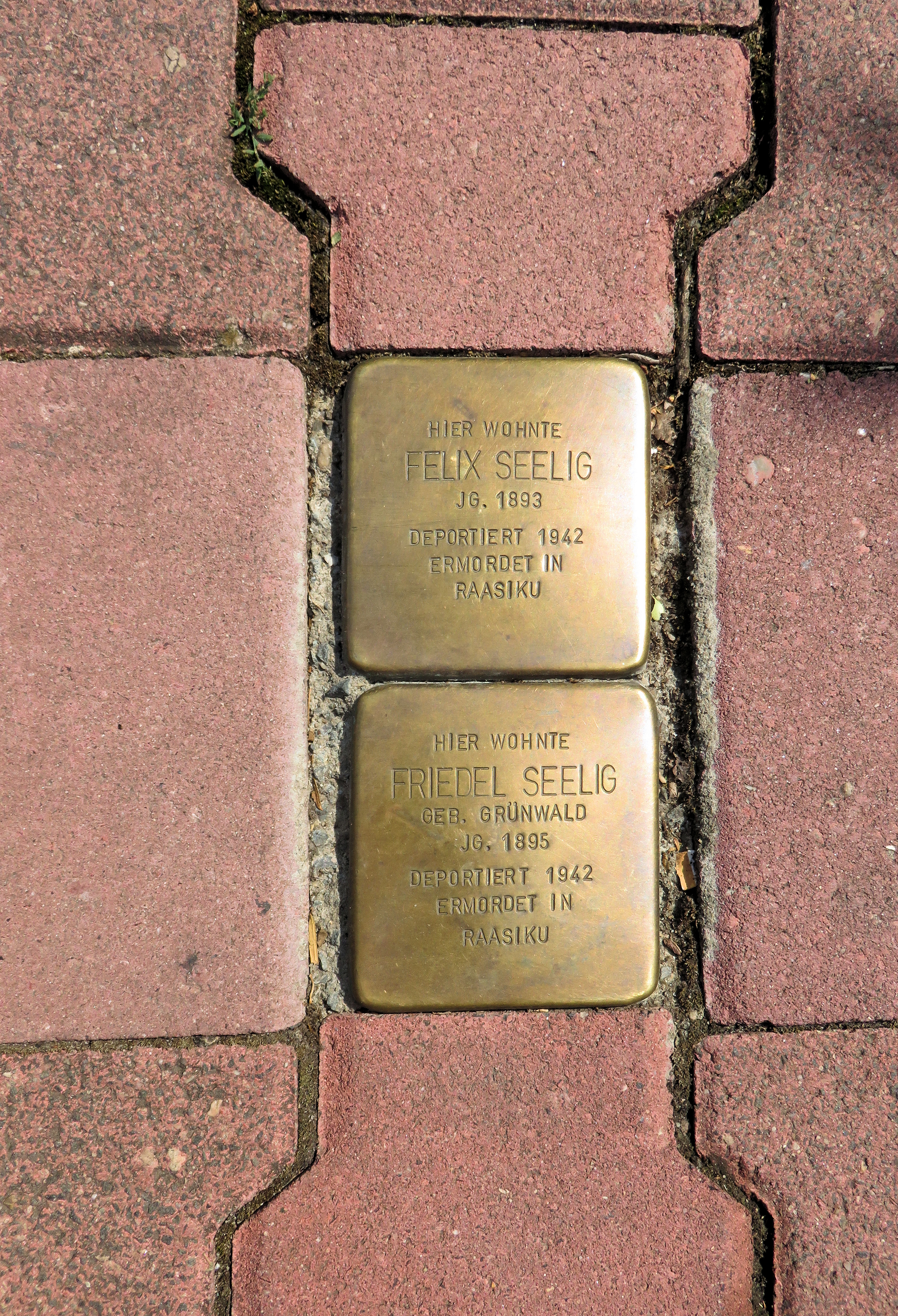
Gedenkstein für Friedel und Felix Seelig in Frankfurt am Main-Heddernheim

Als 1219 die dänischen Eroberer von See her kamen, fand wahrscheinlich in der Umgebung von Peningi eine der ersten entscheidenden Schlachten mit den Einheimischen statt. Raasiku selbst wurde 1241 im Liber Census Daniae erstmals urkundlich erwähnt. Das Gutshaus von Kiviloo stammte von 1322, wurde im Livländischen Krieg allerdings vollständig zerstört.
Zum Bahnhof Raasiku wurden 1942 während der deutschen Besetzung rund 1200 Menschen aus Frankfurt am Main und aus dem KZ Theresienstadt transportiert und in nahegelegenen Dünen ermordet.

## Städte und Dörfer
Neben dem Hauptort Aruküla (1866 Einwohner) gehören zur Gemeinde die Dörfer Härma, Igavere, Järsi, Kalesi, Kiviloo, Kulli, Kurgla, Mallavere, Peningi, Perila, Pikavere, Raasiku, Rätla und Tõhelgi.